# Giuse Triệu Phượng Xương
Giuse Triệu Phượng Xương (tiếng Trung: 趙鳳昌, Joseph Zhao Feng-chang; sinh 1934) là một giám mục người Trung Quốc của Giáo hội Công giáo Rôma. Ông hiện đảm nhận chức vị Giám mục chính tòa Giáo phận Dương Cốc.

## Tiểu sử
Giám mục Xương sinh năm 1934 tại Sơn Đông, Trung Quốc. Ngày 2 tháng 7 năm 1985, ông được chức trợ phó tế, một chức vụ đã bị Giáo hoàng Phaolô VI bãi bỏ từ năm 1972, nhưng cộng đồng giáo hội Công giáo ở Trung Quốc vẫn còn duy trì. Cuối năm 1985, ông chính thức thụ phong chức linh mục khi đã 51 tuổi. Năm 1996, ông được bổ nhiệm làm Bề trên của Chủng viện Tế Nam (Sơn Đông)
Giữa năm 2000, Tòa Thánh công bố quyết định chọn linh mục Giuse Xương làm Giám mục chính tòa Giáo phận Dương Cốc. Giáo phận này trên thực tế ở trong tình trạng không có giám mục cai quản kể từ khi giám mục Tôma Ngưu Hội Khanh di cư đến Đài Loan năm 1948 và qua đời tại đó vào năm 1973. Ông cũng được Tòa Thánh giao quyền Giám quản Tông Tòa Hạt Phủ doãn Lâm Thanh.
Lễ tấn phong giám mục cho ông được tổ chức vào ngày 5 tháng 7 năm 2000. Chính quyền Trung Quốc cũng chấp thuận việc bổ nhiệm này. Với họ, Giám mục Giuse Triệu Phượng Xương giứ chức vụ Giám mục Liêu Thành, một giáo phận được thành lập năm 1999, với địa phận bao gồm cả giáo phận Dương Cốc và Hạt Phủ doãn Tông Tòa Lâm Thanh.